# 單鍵

氫氣，路易斯結構式，橫線表示氫－氫單鍵。

在有機化學中，單鍵（英語：Single Bond），是一種兩原子間共用2個價電子所形成的，共享一對電子的鍵結形態的，共價鍵的分類稱呼。

## 簡介
單鍵是最常見的共價鍵類型。單鍵一般會比同種原子形成的多重鍵長；兩個相同原子形成的單鍵鍵長的一半叫做那種原子的共價半徑。
大部分非金屬單質都是完全由單鍵組成，包括氫氣、所有鹵素單質、金剛石、硅晶體等等。其它衹包括單鍵的常見物質包括水、氨、甲烷、乙醇、氯化氫等等。
單鍵基本上都是 σ鍵，而{\displaystyle {\ce {B2}}}分子是一個例外。
與雙鍵、三鍵等多重鍵不同，單鍵一般可以自由旋轉；因為它由兩個不同的軌域以頭對頭 （英語：head to head）的方式重疊而成，所以單鍵是具有旋轉性的。

## 資料來源
- 粵語同名維基百科頁面[1]